# Дзержинск (Иркутская область)
Дзержи́нск — посёлок в Иркутском районе Иркутской области России. Административный центр Дзержинского муниципального образования. 

## География
Находится на Голоустненском тракте (региональная автодорога 25К-010 Иркутск — Большое Голоустное), примерно в 6 км к востоку от районного центра.

## Население
| 2002  | 2010  | 2011  | 2012  | 2013  | 2014  | 2015  |
| ----- | ----- | ----- | ----- | ----- | ----- | ----- |
| 1510  | ↗2277 | ↗2293 | ↗2477 | ↗2647 | ↗2722 | ↘2662 |
| 2016  | 2017  | 2021  |       |       |       |       |
| ↗2665 | ↗2668 | ↗4749 |       |       |       |       |

Гендерный состав
По данным Всероссийской переписи, в 2010 году в этом посёлке проживало 1087 мужчин и 1190 женщин из 2277 человек.